# Club Joventut de Badalona 1989-1990
Questa voce raccoglie le informazioni riguardanti il Club Joventut de Badalona nelle competizioni ufficiali della stagione 1989-1990.

## Stagione
La stagione 1989-1990 del Club Joventut de Badalona è la 34ª nel massimo campionato spagnolo di pallacanestro, la Liga ACB.

## Roster
Aggiornato al 28 gennaio 2025.
| Ram Joventut Badalona 1989-90 | Ram Joventut Badalona 1989-90 |
| Giocatori                     | Staff tecnico                 |
| ----------------------------- | ----------------------------- |

| N. | Naz.                   | Ruolo | Nome                    | Anno | Alt.   | Peso   |  |
| -- | ---------------------- | ----- | ----------------------- | ---- | ------ | ------ |  |
| 4  | Spagna (bandiera)      | C     | Carlos Ruf              | 1969 | 210 cm |        |  |
| 5  | Spagna (bandiera)      | P     | Rafael Jofresa          | 1966 | 183 cm | 81 kg  |  |
| 6  | Spagna (bandiera)      | P     | Tomás Jofresa           | 1970 | 184 cm | 78 kg  |  |
| 6  | Spagna (bandiera)      | P     | Ferran López            | 1971 | 188 cm |        |  |
| 7  | Spagna (bandiera)      | AP    | Josep María Margall (C) | 1955 | 198 cm | 92 kg  |  |
| 8  | Spagna (bandiera)      | G     | Jordi Villacampa        | 1963 | 196 cm | 90 kg  |  |
| 9  | Stati Uniti (bandiera) | AG    | Reggie Johnson          | 1957 | 206 cm | 93 kg  |  |
| 10 | Spagna (bandiera)      | PG    | José Antonio Montero    | 1965 | 193 cm | 89 kg  |  |
| 11 | Stati Uniti (bandiera) | C     | Lemone Lampley          | 1964 | 208 cm | 93 kg  |  |
| 12 | Spagna (bandiera)      | C     | Juan Antonio Morales    | 1969 | 211 cm | 108 kg |  |
| 13 | Spagna (bandiera)      | A     | Dani Pérez              | 1969 | 198 cm |        |  |
| 14 | Spagna (bandiera)      | AP    | Antonio Medianero       | 1970 | 191 cm |        |  |
| 15 | Spagna (bandiera)      | C     | Pere Remón              | 1970 | 205 cm |        |  |
| 15 | Spagna (bandiera)      |       | Robert Bellavista       | 1970 |        |        |  |

| Allenatore                                                                              |
| - Herb Brown (fino al 9 marzo) - Pedro Martínez (dal 9 marzo)                           |
| Assistente/i                                                                            |
| - Pedro Martínez (fino al 9 marzo) Legenda - (C) Capitano - (IN) Inattivo - Infortunato |

## Mercato

### Sessione estiva
| Acquisti | Acquisti       | Acquisti    | Acquisti   | Acquisti |
| R.a      | Nome           | da          | Modalità   |          |
| -------- | -------------- | ----------- | ---------- | -------- |
| C        | Lemone Lampley | Tenerife AB | definitivo |          |

| Cessioni | Cessioni    | Cessioni   | Cessioni       | Cessioni |
| R.       | Nome        | a          | Modalità       |          |
| -------- | ----------- | ---------- | -------------- | -------- |
| GA       | Jordi Pardo | Girona     | fine contratto |          |
| AG       | Juan Rosa   | Girona     | fine contratto |          |
| C        | Earl Jones  | Free agent | fine contratto |          |